# خالان
خالان هي قرية في مقاطعة كليبر، إيران. عدد سكان هذه القرية هو 602 في سنة 2006.